# 瑞属爱沙尼亚
爱沙尼亚公国（瑞典語：Hertigdömet Estland），又称瑞属爱沙尼亚（Svenska Estland）是瑞典帝国的一个自治领。1561年—1721年，爱沙尼亚的大部分或全部在瑞典的统治之下。在瑞典输掉大北方战争后，这块领地最终在尼斯塔德条约中被割让给俄罗斯帝国。
自治领出现在利沃尼亚战争期间，当时爱沙尼亚的北部地区——雷瓦尔（塔林）和哈爾尤马、西维鲁马、拉普马拉和耶尔瓦马——分别于1561年和1581年提交给瑞典国王。也被爱沙尼亚人俗称为“美好的瑞典旧时代”（vana hea Rootsi aeg），但在随后的俄罗斯统治之前没有使用这种表达方式，在此之初，爱沙尼亚农民的状况迅速下降；为了获得波罗的海德意志贵族的支持，俄罗斯赋予他们对农民更多的权力。